# Тират-Цви
Тират-Цви (ивр. טירת צבי‎) — религиозный киббуц в Израиле.
Расположен в долине Бейт-Шеана, в 10 км южнее Бейт-Шеана, к западу от реки Иордан и границы между Израилем и Иорданией. Входит в региональный совет Бейт-Шеана.

## Население
По данным Центрального статистического бюро Израиля, население на начало 2020 года составляло 901 человек.

## География
Тират-Цви находится на отметке 220 м ниже уровня моря.
21 июня 1942 года здесь была зарегистрирована самая высокая температура когда-либо отмечавшаяся в Азии — плюс 53,9 ºС . 20 июля 2016 года этот рекорд перешёл к Эль-Мутрибе, Кувейт.

## История
Киббуц был основан 30 июня 1937 года. Основателями поселения были евреи-репатрианты из Польши, Румынии и Германии. Пионеры-поселенцы принадлежали к группам Квуцат Шахаль и Квуцат Гудгес поселенческого движения. Поселение было названо в честь раввина Цви-Гирша Калишера, одного из основателей сионистского движения и главы движения Ховевей-Цион. Название переводится как Крепость Цви.
28 февраля 1938 года киббуц подвергся нападению одной из арабских банд. Нападение было отбито защитниками поселения с многочисленными жертвами с обеих сторон .
20 февраля 1948 года в ходе Войны за Независимость  арабский батальон атаковал поселение. Нападение было отбито, 60 нападавших было убито, также погиб один из защитников киббуца.

## Экономика
В киббуце работает мясоперерабатывающий завод TIV, который реализует свою продукцию не только в Израиле, но и за рубежом.
Тират-Цви является крупнейшим производителем фиников в Израиле, здесь выращивается около 18 тыс. финиковых пальм (финика пальчатого) .
Также реализует известное растение лулав для проведения Суккота. Совместная разработка учёных из Volcani Institute и специалистов из Тират-Цви позволила увеличить срок хранения пальмовых листьев до нескольких месяцев, что позволило сохранить молодые листья пальм, собранные весной для праздника Суккот, проходящего осенью. В 2009 году из Тират-Цви для праздника Суккот было поставлено 70 тыс. лулавов-пальмовых листьев.